# Paris 1919
Paris 1919 je třetí sólové studiové album velšského hudebníka Johna Calea, vydané v březnu roku 1973 prostřednictvím hudebního vydavatelství Reprise Records. Spolu s albem The Academy in Peril vydaným v předchozím roce jde o jediné Caleovo album vydané touto společností; později přešel k vydavatelství Island Records. Celé album pojednává o tom, jak mu chyběla Evropa. Texty písní jsou složité a obsahují řadu metafor. Album Paris 1919 bývá kritiky označováno za vůbec nejlepší Caleův sólový počin. Obsahuje celkem devět písní s celkovou stopáží třicet jedna a půl minuty, producentem alba byl Chris Thomas, který později působil coby klávesista v Caleově doprovodné skupině. O hudební doprovod se na albu postarala skupina Little Feat a orchestr složený ze studentů Kalifornské univerzity v Los Angeles.

## Před vydáním
Když John Cale v roce 1972 uslyšel koncertní album Live in Concert with the Edmonton Symphony Orchestra anglické progresivní rockové skupiny Procol Harum, udělalo na něj dojem. Nedlouho poté kontaktoval Chrise Thomase, producenta tohoto alba, s dotazem, zda by nechtěl produkovat jeho nové album. Thomas nabídku přijal, a tak koncem roku 1972 John Cale s Thomasem začal za doprovodu členů skupiny Little Feat (skupinu navrhl producent Ted Templeman, který s Calem v té době produkoval album Chunky, Novi & Ernie stejnojmenné skupiny), baskytaristy Wiltona Feldera a symfonického orchestru pracovat na svém třetím sólovém albu; nahrávalo se ve studiu Sunwest Studios v Los Angeles. O zvuk se při nahrávání staral Phil Sheer, který dříve působil jako manažer při turné skupiny The Velvet Underground.
Přestože Cale po zkušenostech s předchozím albem The Academy in Peril nechtěl na Paris 1919 využít orchestr, nakonec tak na Thomasův podnět učinil. John Cale později přiznal, že písně pro většinu svých alb píše přímo až v nahrávacím studiu, ale u Paris 1919 tomu bylo jinak: do studia šel s kompletně připravenými písněmi. Později také řekl, že si nemohl dovolit použít klasický orchestr a tak do nahrávání zapojil studentský orchestr.

## Vydání

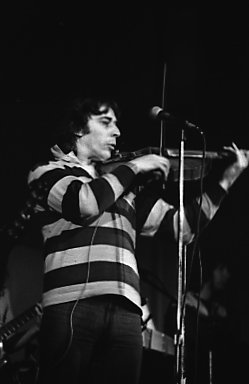
John Cale (1977)

Album Paris 1919 vyšlo 1. března roku 1973 v hudebním vydavatelství Reprise Records. Obal alba zdobí Caleova fotografie. Jeho název odkazuje na Pařížskou mírovou konferenci, kterou v roce 1919 pořádaly vítězné strany první světové války. Ve stejný rok vydal Lou Reed, Caleův bývalý spoluhráč ze skupiny The Velvet Underground, album Berlin, které je také zaměřené na evropská témata. Píseň „Paris 1919“ ještě toho roku vyšla na propagačním albu Appetizers společnosti Warner Bros. Records. Na CD bylo album publikováno již v roce 1993; o remastering se postaral Lee Herschberg. V roce 2006 vyšlo album v reedici doplněné o dvanáct dříve nevydaných nahrávek; jde převážně o alternativní verze písní z původního alba, ale nachází se zde také „Burned Out Affair“, která nikdy dříve nevyšla.

## Skladby
Album otevírá bezmála tříapůlminutová píseň „Child's Christmas in Wales“, inspirovaná sbírkou prózy Dylana Thomase nazvanou A Child's Christmas in Wales. Právě podle části textu této písně bylo pojmenováno Caleovo kompilační album Seducing Down the Door. Jde o píseň v uptempové náladě s výrazným klavírem a varhanami doplněnými slide kytarou, ve které Cale vzpomíná na své dětství ve Walesu. Následuje krátká baladická píseň „Hanky Panky Nohow“ s výraznými orchestrálními aranžemi a akustickou kytarou; naopak málo je zde perkusních nástrojů. Na třetí pozici je umístěna „The Endless Plain of Fortune“, kterou otevírá Caleova hra na klavír a později je opět výrazně využit orchestr. Následuje další balada v podobě písně „Andalucia“. Poslední pozici na první straně původní gramofonové desky vyplňuje tříminutová píseň „Macbeth“; jde o svižnou píseň v boogie stylu.
Na první pozici druhé strany desky je obsazena píseň „Paris 1919“. Její stopáž šesti sekundami přesahuje čtyři minuty a provází ji výrazný klavír. Tříminutová píseň „Graham Greene“, pojmenovaná podle stejnojmenného anglického spisovatele, je hrána v téměř funkovém stylu a má výrazně surrealistický text. Předposlední místo zaujímá další balada; její název zní „Half Past France“ a výraznými nástroji jsou v ní elektrická kytara a varhany. V závěrečné písni „Antarctica Starts Here“ Cale šeptem vypráví o filmové královně a o filmu Sunset Boulevard režiséra Billyho Wildera. V písni je Caleův hlas doprovázen elektrickým pianem a akustickou kytarou. Tato píseň později v alternativní verzi vyšla také na Caleovo albu Antártida z roku 1995, které je soundtrackem ke stejnojmennému filmu. Stejná píseň také inspirovala britského hudebníka Roberta Hampsona k napsání písně „Antarctica Ends Here“ v roce 2012.

## Kritika
Album jako celek bývá všeobecně často označováno za nejlepší či jedno z nejlepších sólových alb Johna Calea. Publicista Stephen Holden album v dobové recenzi alba Paris 1919 pro časopis Rolling Stone označil za „mistrovské dílo popu“. V časopise Billboard bylo album popsáno jako „mimořádně odvážný set kombinující rockové rytmy a Caleovy chytré texty za zvuků symfonického orchestru UCLA.“ Jason Ankeny, který ve své recenzi pro server Allmusic album ohodnotil čtyřmi a půl z pěti možných hvězdiček a označil je za jedno z nejlepších Caleových děl, o němž napsal, že obsahuje bohatě poetické písně. Matthew Murphy o albu na portále Pitchfork Media napsal, že se z něj i přes různé výstřednosti, jako jsou například historické a literární narážky a nesrozumitelná lyričnost, stalo Caleovo nejpřístupnější album. Dave Simpson z deníku The Guardian o albu řekl, že zní svěže a je ideálním bodem pro nové lidi, kteří se s Calem chtějí hudebně seznámit. Publicista Robert Christgau kritizoval, že je na albu až příliš půvabných věcí, utěšující melodie, melodický zpěv a jednoduché rýmy jako například „Andalucia“ a „see ya“. Německý kritik Diedrich Diederichsen o albu řekl, že jde o nejlepší písňový cyklus od Zimní cesty skladatele Franze Schuberta.

## Odkaz

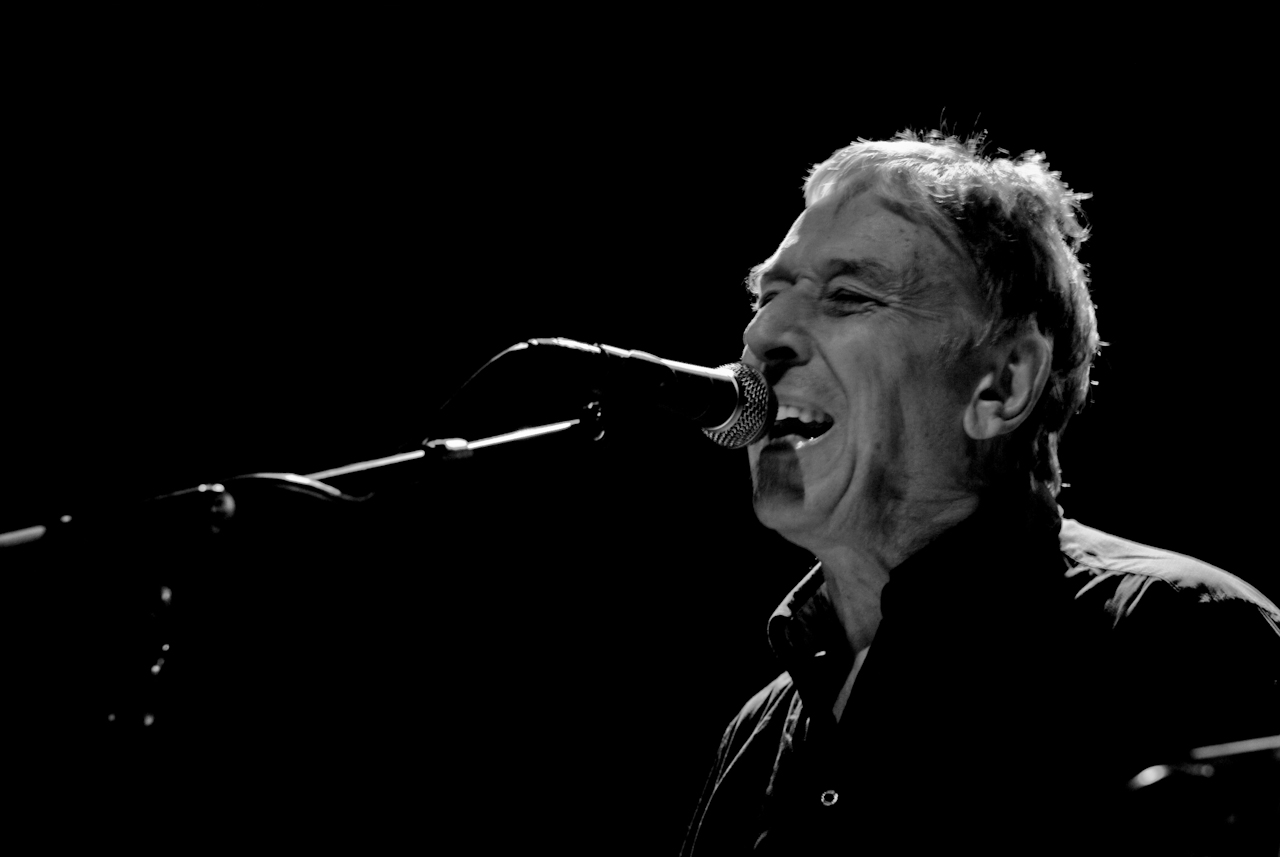
John Cale (2011)

Album je jediným Caleovým albem, které je zařazeno v knize 1001 alb, která musíte slyšet, než umřete. Úvodní píseň „Child's Christmas in Wales“ je pak zařazena v podobné knize věnující se písním: 1001 písní, která musíte slyšet, než umřete. Magazín Uncut desku v únorovém čísle roku 2016 zařadil na 99. příčku v žebříčku 200 nejlepších alb všech dob. Písně z alba nahrála řada hudebníků, mezi které patří mimo jiné Owen Pallett („Paris 1919“), David J („Antarctica Starts Here“) nebo skupiny Manic Street Preachers („The Endless Plain of Fortune“), Superchunk („Child's Christmas in Wales“) a Yo La Tengo („Hanky Panky Nohow“ a „Andalucia“). Americký zpěvák Mark Lanegan album zařadil mezi svá vůbec nejoblíbenější alba. Rovněž řekl, že je to jedna z desek, které bude poslouchat navždy. Za oblíbenou nahrávku album označil rovněž Jeff Tweedy, leader skupiny Wilco. Hudebník Peter Hook, člen kapel Joy Division a New Order, desku označil za „impozantní dílo“.

### Koncertní program
Přestože John Cale plánoval odehrát turné na podporu alba již v roce 1973, nakonec se tak nestalo. Nakonec jej při koncertech v celém svém rozsahu několikrát představil až v letech 2009 až 2014 pod titulem „When Past and Future Collide“. O orchestrální aranžmá všech písní z alba se postaral Randall Woolf, který s Calem již v minulosti spolupracoval například na hudbě k filmu Americké psycho a dalších projektech. Poprvé se tak stalo 21. listopadu 2009 v Cardiffu v Caleově rodném Walesu; vedle tříčlenné doprovodné skupiny (kytara, baskytara, bicí) jej zde doprovodil devatenáctičlenný orchestr. Celá akce se opakovala dne 5. března 2010 v Londýně, kde jej vedle kapely doprovodil orchestr Heritage Orchestra. Stejný orchestr jej doprovodil také o devět dní později v Norwich. Za hranicemi Spojeného království s tímto programem vystoupil poprvé 5. září 2010, a to v Paříži, kde jej doprovodil orchestr Orchestre d'Île-de-France. Dne 11. září téhož roku pak vystoupil v italském městě Brescia, kde se o doprovod postaral Orchestra da Camera di Brescia.
Později se z Evropy přesunul do Ameriky, kde program představil v sále Royce Hall v kampusu Kalifornské univerzity v Los Angeles; při tomto koncertě se jako hosté představili Mark Lanegan a Ben Gibbard. Následoval další přesun na jiný kontinent – tentokrát do Austrálie, kde Cale vystoupil 16. října 2010 v Melbourne za doprovodu orchestru Orchestra Victoria. Po delší odmlce album v koncertní verzi představil dne 28. května 2011 na festivalu Primavera Sound ve španělské Barceloně. Po několikaměsíční přestávce pak 6. října 2011 vystoupil v německém Essenu; zde jej doprovodil orchestr Bochumer Symphoniker. 21. listopadu toho roku vystoupil v operním domě ve švédském Malmö za doprovodu orchestru Malmö Operaorkester. Stejný program naposledy představil za doprovodu orchestru Wordless Music Orchestra po dva večery v lednu 2013 v New Yorku. Celé album přehrál znovu dne 20. prosince 2014 v nejmenší belgické obci Mesen. Písně však byly upraveny do nové podoby, hrálo zde menší množství hudebníků. Doprovázelo jej pět hráčů na smyčcové nástroje, pět na dechové, tři vokalistky a Caleova tříčlenná doprovodná skupina. V nové verzi byly výrazněji použity elektronické prvky.

## Seznam skladeb
Autorem všech skladeb je John Cale.
| Strana 1 (LP) | Strana 1 (LP)                | Strana 1 (LP) |
| Pořadí        | Název                        | Délka         |
| ------------- | ---------------------------- | ------------- |
| 1.            | Child's Christmas in Wales   | 3:21          |
| 2.            | Hanky Panky Nohow            | 2:46          |
| 3.            | The Endless Plain of Fortune | 4:13          |
| 4.            | Andalucia                    | 3:54          |

| Strana 2 (LP)  | Strana 2 (LP)          | Strana 2 (LP) |
| Pořadí         | Název                  | Délka         |
| -------------- | ---------------------- | ------------- |
| 5.             | Macbeth                | 3:08          |
| 6.             | Paris 1919             | 4:07          |
| 7.             | Graham Greene          | 3:00          |
| 8.             | Half Past France       | 4:20          |
| 9.             | Antarctica Starts Here | 2:47          |
| Celková délka: | Celková délka:         | 31:30         |

| Bonusy na reedici z roku 2006 | Bonusy na reedici z roku 2006             | Bonusy na reedici z roku 2006 |
| Pořadí                        | Název                                     | Délka                         |
| ----------------------------- | ----------------------------------------- | ----------------------------- |
| 10.                           | Burned Out Affair (outtake)               | 3:24                          |
| 11.                           | Child's Christmas in Wales (jiná verze)   | 3:30                          |
| 12.                           | Hanky Panky Nohow (drone mix)             | 2:51                          |
| 13.                           | The Endless Plain of Fortune (jiná verze) | 4:08                          |
| 14.                           | Andalucia (jiná verze)                    | 4:34                          |
| 15.                           | Macbeth (jiná verze)                      | 3:34                          |
| 16.                           | Paris 1919 (smyčcová verze)               | 4:29                          |
| 17.                           | Graham Greene (jiná verze)                | 1:40                          |
| 18.                           | Half Past France (jiná verze)             | 4:50                          |
| 19.                           | Antarctica Starts Here (jiná verze)       | 2:52                          |
| 20.                           | Paris 1919 (piano mix)                    | 6:09                          |
| 21.                           | Macbeth (instrumentální verze)            | 5:17                          |

## Obsazení

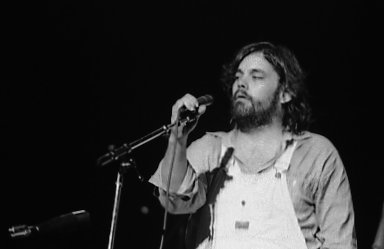
Lowell George (1977)

Hudebníci
- John Cale – zpěv, kytara, klávesy[57]
- Lowell George – kytara[57][p 5]
- Wilton Felder – baskytara[57]
- Richie Hayward – bicí[57]
- Bill Payne – klávesy[59]
- Chris Thomas – tamburína[59]
- The UCLA Symphony Orchestra – smyčcové nástroje[57]
- Joel Druckman, Esq. – vedoucí orchestru[57]

Technická podpora
- Chris Thomas – producent
- Mike Salisbury – design, fotografie[57]
- Andy Zax – producent reedice[57]
- Dave Schultz – remastering[57]
- Matthew Specktor – poznámky k albu (tzv. liner notes)[57]
- Greg Allen – design reedice[57]
- Bob Rush – fotografie v bookletu[57]